# Petru cel Tânăr
Pedro el Joven (rumano: Petru cel Tânăr) (1547– 19 de agosto de 1569) fue Vaivoda (Príncipe) de Valaquia entre el 25 de septiembre de 1559 y 8 de junio de 1568. Era el primogénito de Mircea el Pastor y Doamna Chiajna, llamado "el joven" porque, sólo contaba 13 años en el momento de su coronación.

## Reinado
Tras la muerte de su padre el 21 de septiembre de 1559, los Boyardos de Valaquia intentaron despojar a la familia del trono. Entre 25 septiembre y 24 de octubre de 1559, tuvieron lugar tres batallas entre la nobleza valaca y la familia real. La primera batalla, en Românești, fue vencida por los boyardos, que perdieron la segunda batalla, en Șerpătești. La batalla decisiva tuvo lugar en Boiani donde Pedro, con la ayuda Otomana, obtuvo la victoria. El 24 de octubre de 1559, Pedro fue confirmado por la Sublime Puerta como gobernante de Valaquia. Pedro era totalmente diferente de su padre, teniendo una naturaleza suave y religiosa. Al ser demasiado joven, el país fue dirigido por su madre, Doamna Chiajna, que consiguió neutralizar las intrigas de los pretendientes al trono y las maniobras de Rey de Hungría. 

## Muerte
Intentando asegurar la riqueza tanto de la familia como del estado, el imperio Otomano, consiguió enviar al exilio al joven príncipe y a su madre en 1568. Pedro llegó a Constantinopla el 31 de mayo y fue llevado a la fortaleza de las Siete Torres, donde fue despojado de sus riquezas. El 19 de agosto de 1569, Pedro el Joven murió envenenado en Konya en Asia Menor, con sólo 21 años. Fue enterrado en la Iglesia de la Transfiguración en la mismo localidad.

## Legado
Pedro estableció el monasterio de Plumbuita en 1560 y continuó la restauración de la iglesia de Curtea Veche y del monasterio de Snagov.